# Byadara Agrahara, Koratagere
Byadara Agrahara là một làng thuộc tehsil Koratagere, huyện Tumkur, bang Karnataka, Ấn Độ.